# Emily Bader
Emily Bader (* 8. November 1996 in Temecula, Kalifornien) ist eine US-amerikanische Schauspielerin.

## Leben
Emily Bader stammt aus Temecula in Kalifornien und erhielt ihre Schauspielausbildung an der Loyola Marymount University in Los Angeles, die sie 2016 als Bachelor of Fine Arts (BFA) abschloss. Am Geffen Playhouse in Los Angeles debütierte sie 2018 in der Uraufführung von Our Very Own Carlin McCullough von Amanda Peet an der Seite von Mamie Gummer.
Eine erste Episodenrolle spielte sie 2016 in der Serie Married with Secrets. 2017 war sie im Fernsehfilm Night of the Witch von Alex Merkin als Lana Brady zu sehen. Von 2019 bis 2022 hatte sie als Chloe eine wiederkehrende Rolle in der Fernsehserie Charmed des Senders The CW.
In dem 2021 auf Paramount+ veröffentlichten Horrorfilm Paranormal Activity: Verwandtschaftsverhältnisse von William Eubank war sie in der Hauptrolle der Margot zu sehen. In dem am Tribeca Film Festival uraufgeführten Kriminalfilm Fresh Kills von und mit Jennifer Esposito spielte sie deren Filmtochter Rose Larusso. In der Fernsehserie My Lady Jane (2024) von Prime Video übernahm sie die Titelrolle der Lady Jane Grey. Für die Netflix-Romanverfilmung von People We Meet On Vacation wurde sie an der Seite von Tom Blyth für die weibliche Hauptrolle der Reisejournalistin Poppy besetzt.
In den deutschsprachigen Fassungen wurde sie unter anderem von Josephine Schmidt in Paranormal Activity: Verwandtschaftsverhältnisse sowie von Franciska Friede in Night of the Witch synchronisiert.

## Filmografie (Auswahl)
- 2016: Married with Secrets – Fear the Ether Man (Fernsehserie)
- 2016: Instaland (Fernsehfilm)
- 2016: Aimee (Kurzfilm)
- 2017: My Crazy Sex – Love Hurts (Fernsehserie)
- 2017: Game Shakers – Jetzt geht’s App – Der Popo-Paparazzo (Game Shakers, Fernsehserie)
- 2017: The Stalker Club (Fernsehfilm)
- 2017: Henry Danger – Der Flugunterricht (Fernsehserie)
- 2017: Night of the Witch (House of the Witch, Fernsehfilm)
- 2018: Stalked by a Reality Star (Fernsehfilm)
- 2018: Broken Visions (Fernsehserie)
- 2020: Anonymous Killers
- 2021: Paranormal Activity: Verwandtschaftsverhältnisse (Paranormal Activity: Next of Kin)
- 2019–2022: Charmed (Fernsehserie)
- 2023: Fresh Kills
- 2024: My Lady Jane (Fernsehserie)